# Sello (centre commercial)
Le centre commercial Sello (finnois : Kauppakeskus Sello) est un centre commercial du quartier de Leppävaara à Espoo en Finlande.

## Présentation
Sello compte plus de 170 magasins, dont les plus grands sont Prisma, K-Citymarket, Power, Tokmanni, Halonen, H&M et Intersport. 
Sello offre aussi des services publics tels que la bibliothèque de Sello et l'école de musique Juvenalia. Le centre de loisirs Sello, contigu au centre commercial, compte une salle de cinéma, un bowling et plusieurs restaurants.
En 2008, sur le terrain voisin à l'est de Sello, s'est achevée la construction d'une tour de bureaux de 17 étages appelée tour panoramique d'Espoo.
La tour de Leppävaara de 21 étages est achevée à la fin de 2010 sur le côté nord de la voie ferrée, en face de la tour panoramique.
Un immeuble de 17 étages, Sellonhuippu, a été construit à côté du cinéma en octobre 2011.

## Accès
Le centre est desservi par la gare multimodale de Leppävaara :
- Voie ferrée côtière
- Trains de banlieue d'Helsinki : A E L U Y
- Bus de la région d'Helsinki: 113/N, 114/N, 201/B, 202, 203/N/V, 207, 214/T, 215/A, 217, 218, 219, 224, 226/A, 227/N/V, 229, 231N, 235/N, 236/K/V, 238/B/K/KB/KT/T, 239/T, 502, 532, 543, 544, 550, 553/K, 555/B

Le centre est en bordure de la ceinture périphérique Kehä I.